# كروسبي ستيوارت نويز
كروسبي ستيوارت نويز (بالإنجليزية: Crosby Stuart Noyes)‏ هو ناشر أمريكي، ولد في 16 فبراير 1823 في مينوت في الولايات المتحدة، وتوفي في 21 فبراير 1908.